# Saxifraga smithiana
Saxifraga smithiana är en stenbräckeväxtart som beskrevs av Edgar Irmscher. Saxifraga smithiana ingår i Bräckesläktet som ingår i familjen stenbräckeväxter. Inga underarter finns listade i Catalogue of Life.